# Zahirți, Lanivți
Zahirți (în ucraineană Загірці) este localitatea de reședință a comunei Zahirți din raionul Lanivți, regiunea Ternopil, Ucraina.

## Demografie
Componența lingvistică a localității Zahirți
     Ucraineană (99,19%)
     Alte limbi (0,8%)
Conform recensământului din 2001, majoritatea populației localității Zahirți era vorbitoare de ucraineană (99,19%), existând în minoritate și vorbitori de alte limbi.